# سرعت صوت (ترانه)
"سرعت صوت"(به انگلیسی: Speed of Sound) آهنگی از گروه آلترناتیو راک بریتانیایی کلدپلی است. و از آلبوم ایکس‌وایگرگ است. این آهنگ با استفاده از پیانو ساخته شده و توسط پارالوفون رکوردز منتشر شده‌است
این ترانه در فهرست ۱۰۰ بیلبورد رتبه هشتم را کسب کرد و نامزد چهل و هشتمین جایزه گرمی شد و جایزه بریت را هم کسب نمود.